# Ulrich Everling (Basketballspieler)
Ulrich Everling (* 18. November 1932 in Braunschweig; † 14. April 2018) war ein deutscher Basketballspieler und Sportjournalist.

## Laufbahn
Everling betrieb die Sportarten Leichtathletik, Schwimmen, Handball, Tennis und Basketball. 1950 war er niedersächsischer Jugendmeister im Weitsprung.
Ab 1951 spielte Everling Basketball beim Post-SV Braunschweig und wurde erster Basketball-Nationalspieler aus der Stadt Braunschweig. Später war er Vorsitzender der Basketball-Abteilung von Eintracht Braunschweig.
1976 wurde ihm vom Niedersächsischen Basketballverband die Goldene Ehrennadel verliehen. 1999 gewann er mit der deutschen Nationalmannschaft Bronze bei der Senioren-Weltmeisterschaft in Montevideo.
2012 wurde er vom Stadtsportbund Braunschweig, für den er ab 1951 als Pressewart sowie ab 1977 als Referent für Presse- und Öffentlichkeitsarbeit tätig war, zum Ehrenmitglied ernannt.
Beruflich war er als Sportjournalist tätig und berichtete besonders über die Sportarten Basketball, Handball, Tennis und Leichtathletik. Er war mehr als vier Jahrzehnte lang Mitglied im Verein Niedersächsische Sportpresse und war Träger der Goldenen Ehrennadel des Verbandes Deutscher Sportjournalisten. Gemeinsam mit Kurt Hoffmeister brachte er 1995 das Buch „50 Jahre Stadtsportbund Braunschweig. Vom Trümmerfeld zur Tartanbahn. Die Braunschweiger Sportgeschichte nach dem zweiten Weltkrieg“ heraus.
Für die CDU saß Everling bis auf eine kurze Unterbrechung von 1976 bis 2016 im Sportausschuss der Stadt Braunschweig. 2005 wurde er mit der Braunschweiger Sportmedaille ausgezeichnet.
„Der Braunschweiger Sport hat ein Gesicht verloren“, schrieb die Braunschweiger Zeitung, für die er lange als Berichterstatter tätig gewesen war, im April 2018 anlässlich Everlings Tod.